# Draft de Expansión de la NBA de 1980
El Draft de Expansión de la NBA de 1980 fue la séptima ocasión en la que la NBA ampliaba su número de equipos desde su creación, y se produjo por la aparición de una nueva franquicia en la liga, los Dallas Mavericks, cuya ciudad, Dallas, había sido agraciada el 3 de febrero de 1980. La liga pasaba a tener 23 equipos.

## Claves
| Pos.     | G    | F     | C     |
| Posición | Base | Alero | Pívot |

|  | Denota jugador miembro del Basketball Hall of Fame                                                 |
|  | Denota jugador que ha sido seleccionado al menos en un All-Star Game y un Mejor Quinteto de la NBA |
|  | Denota jugador que ha sido seleccionado al menos en un All-Star Game                               |

## Selecciones
| Jugador            | Pos. | Nacionalidad   | Equipo anterior        | Años en la NBA | Carrera con la franquicia | Ref.   |
| ------------------ | ---- | -------------- | ---------------------- | -------------- | ------------------------- | ------ |
| Del Beshore        | G    | Estados Unidos | Chicago Bulls          | 2              | —                         | [ 2 ]  |
| Winford Boynes     | G/F  | Estados Unidos | New Jersey Nets        | 2              | 1980-1981                 | [ 3 ]  |
| Alonzo Bradley     | F    | Estados Unidos | Houston Rockets        | 3              | —                         | [ 4 ]  |
| Mike Bratz         | G    | Estados Unidos | Phoenix Suns           | 3              | —                         | [ 5 ]  |
| Marty Byrnes       | F    | Estados Unidos | Los Angeles Lakers     | 2              | 1980-1981                 | [ 6 ]  |
| Austin Carr        | G    | Estados Unidos | Cleveland Cavaliers    | 9              | 1980                      | [ 7 ]  |
| Jim Cleamons       | G    | Estados Unidos | Washington Bullets     | 9              | —                         | [ 8 ]  |
| Terry Duerod       | G    | Estados Unidos | Detroit Pistons        | 1              | 1980                      | [ 9 ]  |
| Jack Givens        | G/F  | Estados Unidos | Atlanta Hawks          | 2              | —                         | [ 10 ] |
| Joe Hassett        | G    | Estados Unidos | Indiana Pacers         | 3              | 1980                      | [ 11 ] |
| Geoff Huston       | G    | Estados Unidos | New York Knicks        | 1              | 1980-1981                 | [ 12 ] |
| Abdul Jeelani      | F/C  | Estados Unidos | Portland Trail Blazers | 1              | 1980-1981                 | [ 13 ] |
| Jeff Judkins       | G/F  | Estados Unidos | Boston Celtics         | 2              | —                         | [ 14 ] |
| Arvid Kramer       | C    | Estados Unidos | Denver Nuggets         | 1              | —                         | [ 15 ] |
| Tom LaGarde        | F/C  | Estados Unidos | Seattle SuperSonics    | 3              | 1980–1982                 | [ 16 ] |
| Billy McKinney     | G    | Estados Unidos | Kansas City Kings      | 2              | —                         | [ 17 ] |
| Wiley Peck         | G    | Estados Unidos | San Antonio Spurs      | 1              | —                         | [ 18 ] |
| Bingo Smith        | G/F  | Estados Unidos | San Diego Clippers     | 11             | —                         | [ 19 ] |
| Jim Spanarkel      | G/F  | Estados Unidos | Philadelphia 76ers     | 1              | 1980–1984                 | [ 20 ] |
| Raymond Townsend   | G    | Estados Unidos | Golden State Warriors  | 2              | —                         | [ 21 ] |
| Richard Washington | F/C  | Estados Unidos | Milwaukee Bucks        | 4              | 1980                      | [ 22 ] |
| Jerome Whitehead   | F/C  | Estados Unidos | Utah Jazz              | 2              | 1980                      | [ 23 ] |